# Пошта и телекомуникације Кине
Пошта и телекомуникације Кине је сложен и док је са једне стране још недовољно развијен у појединим системима имајући у виду величину и број становништва ова најмногољудније земље света,
Међутим Кина има разноврсни комуникациони систем који обједињује интернет, телефон, телеграф, радио и телевизијске станице у свим регионима земље. Његов формат комуникације није уобичајен формат високог нивоа каквај је данс у западним земљама, али његов комуникацијски систем садржи најсавременију технологију на свету и поставља темеље за нову мрежу у будућности. У 2014. години од укупног броја инсталисаних оптичких каблова у свету који је достигао је 311 милион језгрених влакана, 156 милиона је у Кини, што значи да удео кинеског оптичког каблосвског система на свету износи 50%. У 2015. години потражња за оптичким каблом у Кини порасла је на 201 милион језгрених влакана, што је чак 55% од процењених 364 милиона оптичких влакана у свету.

## Историја
Са масовним и брзим успостављање поштанског и телекомуникационог система у Кини кренуло се интензивно тек 1950-их и 1960-их година.

### Поштански систем
До 1952. главне поштанске и телекомуникационе мреже биле су усредсређене на Пекинг и успостављање  везе са свим великим градовима Кине. Тако је велики напредак у побољшању поштанске услуге постигнут у оквиру Прве петогодишње стратегије, посебно у руралним областима. Поред проширења сеоских поштанских рута, проблем доставе поште до места испод нивоа жупаније решен је уз помоћ локалног становништва. Од 1954. године па надаље систем испоруке поште од стране сеоских поштанских службеника испробаван је у пољопривредним задругама, а 1956. овај систем је проширен у целој земљи. До 1959. године организација национална поштанска мрежа је успостављена. 
Екпресна поштанска услуга у Кини уведена је 1980.

### Телекомуникациони систем
Када је Народна Република Кина основана 1949. године,  кинески комуникациони системи и опрема били су застарели, а многи од њих су уништени током рата. Тако да су углавном били у функцији системи у источним приморским градовима, у  регион Нанкинг - Шангај и неколико градова у унутрашњости.

### Телефонија
Брзо су 1950-тих започети радови на  обнављењу постојећих објекти, а уз помоћ Совјетског Савеза успостављена је мрежа даљинских телефонских линија.  Године 1952. године центар комуникационе мреже био је у Пекингу и он је повезан са свим великим градовима Кине. Убрзаније извођење радова на надоградњи и проширењу мреже започели су од 1956. године, када су се телекомуникациони правци  брже успостављали, а исте линије су коришћене  за телеграфску и за телефонску услугу да би се повећала ефикасност и економичност комуникационог система, а додате су и услуге слања телевизијских емисије. Додаване су услуге телеконференције, побољшане су радиокомуникације , а производња комуникационе опреме је убрзана. 
Међутим, комуникациони систем је престао да напредује током економске рецесије  (1958. до 1960.)  Радови су обновљени  1960. године. 
До 1963. телефонским жицама повезиван је Пекинг са великим градовима и главним градовима свих провинција и аутономних држава регије а главни градови су заузврат били повезани са административним седиштима округа, мањим општинама и већим тржишним градовима.  У проширење телефонска мреже уведена је побољшана опрема, укључујући и ону из сопствених фабрика и опрему из увоза. 
До 1970-их радио-телекомуникациона опрема почела је да замењује жичане водове, а уведени су и микроталасни и сателитски преноси, након што је Кина лансирала свој први сателит за телевизијско емитовање 1986. године.
Темпо раста телекомуникација и надоградње технологије убрзала се након 1990. године, посебно када су инсталирани оптички системи и дигитална технологија.
Кинеске телекомуникационе услуге додатно су побољшане од 1997. године, када су:
- набављени високософистиицирани хонгконшки системи.
- страним компанијама дозвољена улагања у телекомуникациони сектор у земљи, што је убрзало развој телекомуникација у Кини.

То је утицало на успостављање све гушће мрежа за пренос великих брзина која се састоји од оптичких каблова, сателита и дигиталних микроталаса. 
Крајем 2003. године укупна дужина кинеских оптичких каблова достигла је 2,7 милиона километара. У економски напредним провинцијама оптички каблови су ушли у градове, четврти и зграде и постали водеће технолошко средство за брзи и квалтетан пренос информација.
Данас  је у Кини успостављена јавна телекомуникациона мрежа која се састоји од мреже за групну размену података и  мрежу за размену дигиталних података (мобилна телефонија интернет и телевизија).

### Мобилна телефонија
Огроман пораст употребе мобилних телефона учинио је светским светски лидером с почетке 21. века по броју претплатника.
Упркос овом напретку, кинеска телекомуникациона инфраструктура није успела да прати све већу потражњу, и пораст броја становника, тако да и даље велики део становништва земље још увек има мали или никакав приступ чак и основној телефонској услузи. 
Иако је број мобилних телефона енормно порастао, надмашивши онај за стандардне (фиксне) телефоне у 2003. години, укупан однос телефона по глави становника ипак је остао много мањи него што је то случај у развијеним земљама света.

### Интернет
Коришћење интернета и Кини са развојем телекомуникационог система драматично се повећавао, тако да је број интернет посетиоци у Кини достигао бројку од 80 милиона. Према статистикама, по броју корисника који посећују интернет сваке недеље најмање сат времена сврстало је Кину на 3. место у свету, иза САД-а и Јапана. 
Од друге половине 2001. године, број кинеских веб страница се непрестано повећава, и сада их има скоро 300.000. Интернета, мултимедијалне мреже покриле су преко 90% градова и насеља тако да је Кина постала једна од највећих јавних телекомуникационих мрежа на свету.

### Радио и телевизија
Радио
Радио емитовање се у Кини обаља на следећим фреквенцама: АМ 369, ФМ 259, кратки талас 45 (1998)
Телевизија
Лиценцу за телевизијско емитовање поседује: 
- КЦТВ, која има 209 емитера,
- 31 провинцијска ТВ станица,
- скоро 3.000 локалних ТВ станица (1997).

## Проблеми у Кини иазвани дигиталном поделом
С краја 20. и с почетка 21. века комуникациони системи и објекти у Кини расли су огромном брзином. Крајем 2003. године нација је имала више од 260 милиона корисника мобилних телефона, 250 милиона фиксних веза и 70 милиона корисника интернета (око 39 телефона на 100 становника, у односу на 0,2 телефона на 100 становника у 1980).  
Вишеструки начин приступа мрежама за пренос података, укључујући велике брзине широкопојасни пренос података, чини кључни део кинеске економске и социјалне структуре. 
Међутим, унутар саме Кине, развој телекомуникација подлио је становништво на два дела на основу дигиталне подела на „оне који имају“ и „оне који немају“. На пример, однос приступа интернету најповезанијих делова Кине, у великим градовима попут Пекинга и Шангаја, је до 20 пута већи од најсиромашнијих региона земље, попут провинција Гуизхоу и Јунан.
Стопе доступности крећу се од више од 70 телефона на 100 становника у космополитским градовима, док је у Шенжену, на десетине хиљада сеоских насеља без иједног телефона. 
Кинеска влада почиње полако да схвата потенцијалне проблеме повезане са унутрашњом дигиталном поделом између града и села, јер диспаритет доприноси нарушавању економије, због подела на богате приморске становнике и стотине милиона сиромашних у унутрашњости Кине. Наиме они становници који „немају ништа“ односно нису повезани телекомуникационим системима  суочавају се са многим изазовима, укључујући и немогућност раста предузећа због неповезаности телефоном и недостатка приступа интернету.

## Телекомуникациони системи Кине у бројкама
Фиксна телефонија: 183,5 милиона јединица, 13,1 јединица/100 људи (новембар 2018)
Мобилна телефонија: 1,6 милијарди корисника, 114,4 јединице/100 људи (на крају 2019) 
Домаћи телефонски систем: поседује велики број међупокрајинских мрежних оптичких каблова и мобилних телефона, а може се користити сателитски систем који чини 55 домаћих базних станица.
Међународни систем сателитских и земаљских станица
- 5 међународних агенција за сателитску комуникацију (4 у Тихом океану, 1 у Индијском океану), 1 глобални систем сателитске комуникације (у региону Индијског океана),[7]
- Неколико оптичких мрежа са Јапаном, Јужном Корејом, Хонг Конгом, Тајваном, Малезијом, Филипинима, Сингапуром, Гуамом и Сједињеним Државама, Немачком и Русија (2007).[8]